# ヤン・エラスムス・クエリヌス
ヤン・エラスムス・クエリヌス（Jan Erasmus Quellinus、1634年 - 1715年3月11日）は、フランドルの画家、版画の下絵師である。彫刻家の祖父、エラスムス・クエリヌス1世に始まるアントウェルペンの美術家の一族の出身である。歴史画や肖像画を描いた。当時、ネーデルランド南部を領有したハプスブルク家のレオポルト1世の宮廷画家として、ウィーンでも働いた。

## 略歴
アントウェルペンで画家、エラスムス・クエリヌス2世(1607-1678)の息子に生まれた。父親の兄弟などに多くの美術家を輩出した家族の出身である。祖父のエラスムス・クエリヌス1世や叔父のアルトゥール・クエリヌスは彫刻家として高名であった。1649年から父親の弟子として働いた。
イタリに修行の旅に出て、1657年から1659年の間はローマに滞在した。「Bentvueghels」と称したローマで活動するオランダやフランドル出身の画家達のグループに入り、このグループでは仇名で呼び合うのが習慣でクエリヌスは「Seederboom（樫の木）」や「Corpus」の仇名で呼ばれた。
ヴェネツィアに移り、1660年から1661年の間はヴェネツィアで過ごし、この時代の素描が残されている。16世紀ｍのヴェネツィアを代表する画家パオロ・ヴェロネーゼのスタイルの影響を受けたとされる 。クエリヌスはナポリも訪れた。北イタリアでは16世紀の建築家アンドレーア・パッラーディオの建築の装飾の意匠から受けた影響も後の作品に見られるとされる。
1659年にフランクフルトに移り、フランクフルトで有名な父親から版画出版工房を継承したマテウス・メーリアン(Matthäus Merian der Jüngere)と知り合い、メーリアンが版画として出版するために風景画や皇帝の騎馬像を描いた. 。1660年にアントウェルペンに戻り、アントウェルペンの聖ルカ組合の会員に登録された。翌年、画家のダフィット・テニールスの娘と結婚した。アントウェルペンの修道院(Sint-Michielsabdij)などから多くの注文を得た。
1680年ころ、クエリヌスはレオポルト1世の宮廷画家としてウィーンで働き、皇帝カール5世の生涯を描いた装飾画を描いた.。
1685年から1712年の間はアントウェルペンの教会からの注文を受けて作品を制作し、この間多くの弟子を教えた。
1712年からメヘレンで暮らすようになり、1715年にメヘレンで没した。
主に歴史画を描き、大きな工房を運営し多くの作品を残した。

## 作品

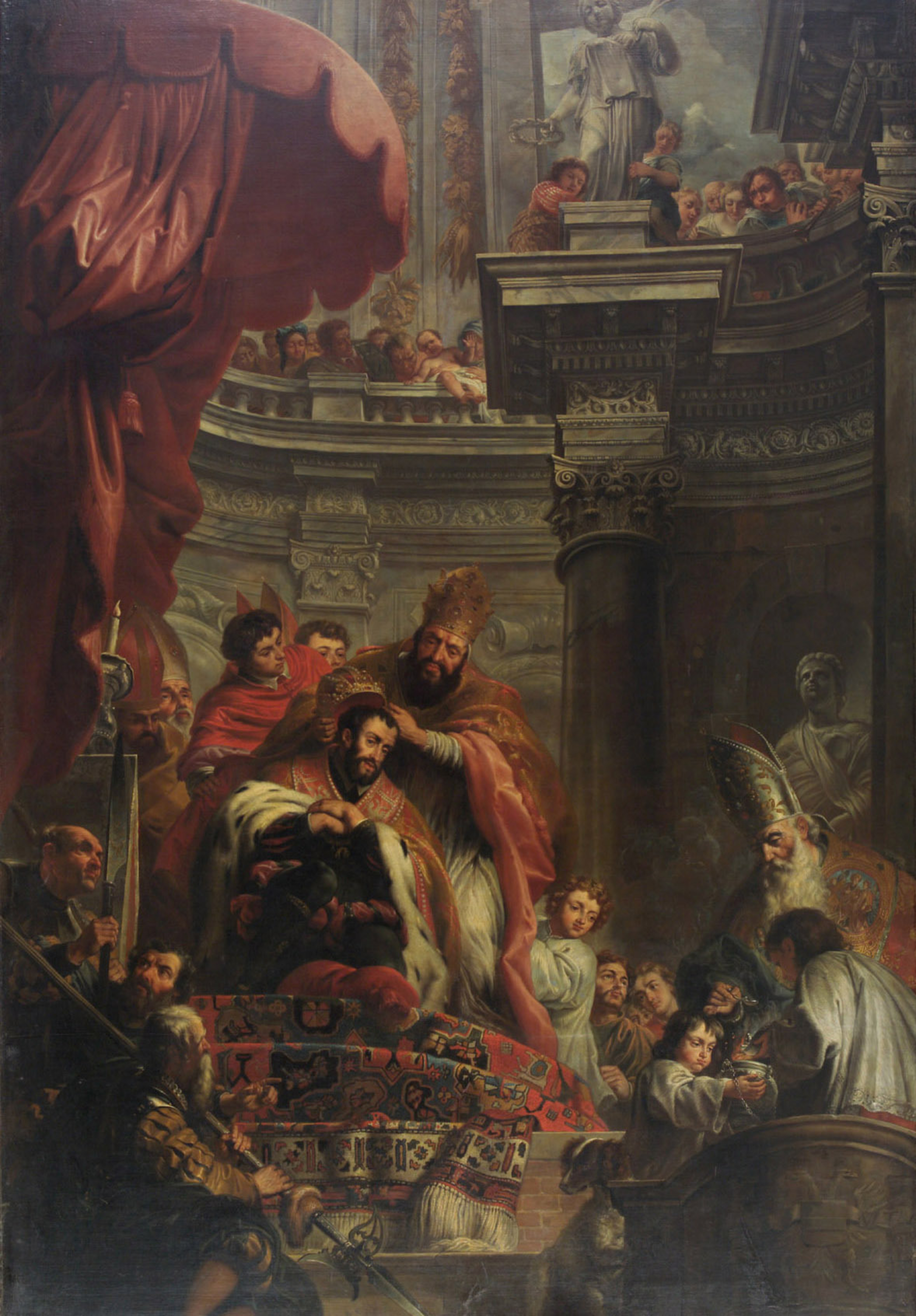
カール5世の戴冠 (1681) 美術史美術館蔵
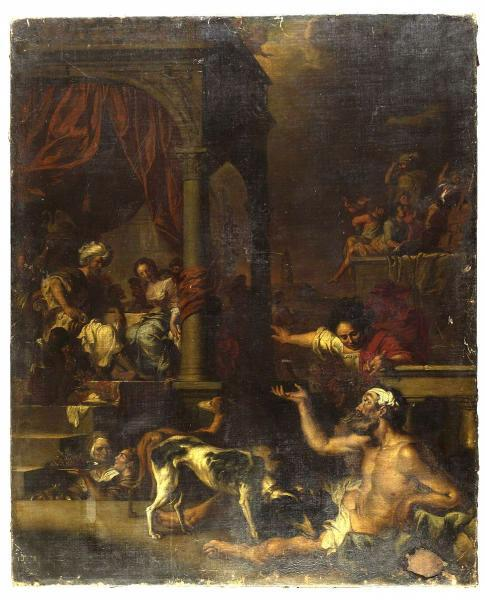
金持ちとラザロのたとえ話 プーシキン美術館蔵
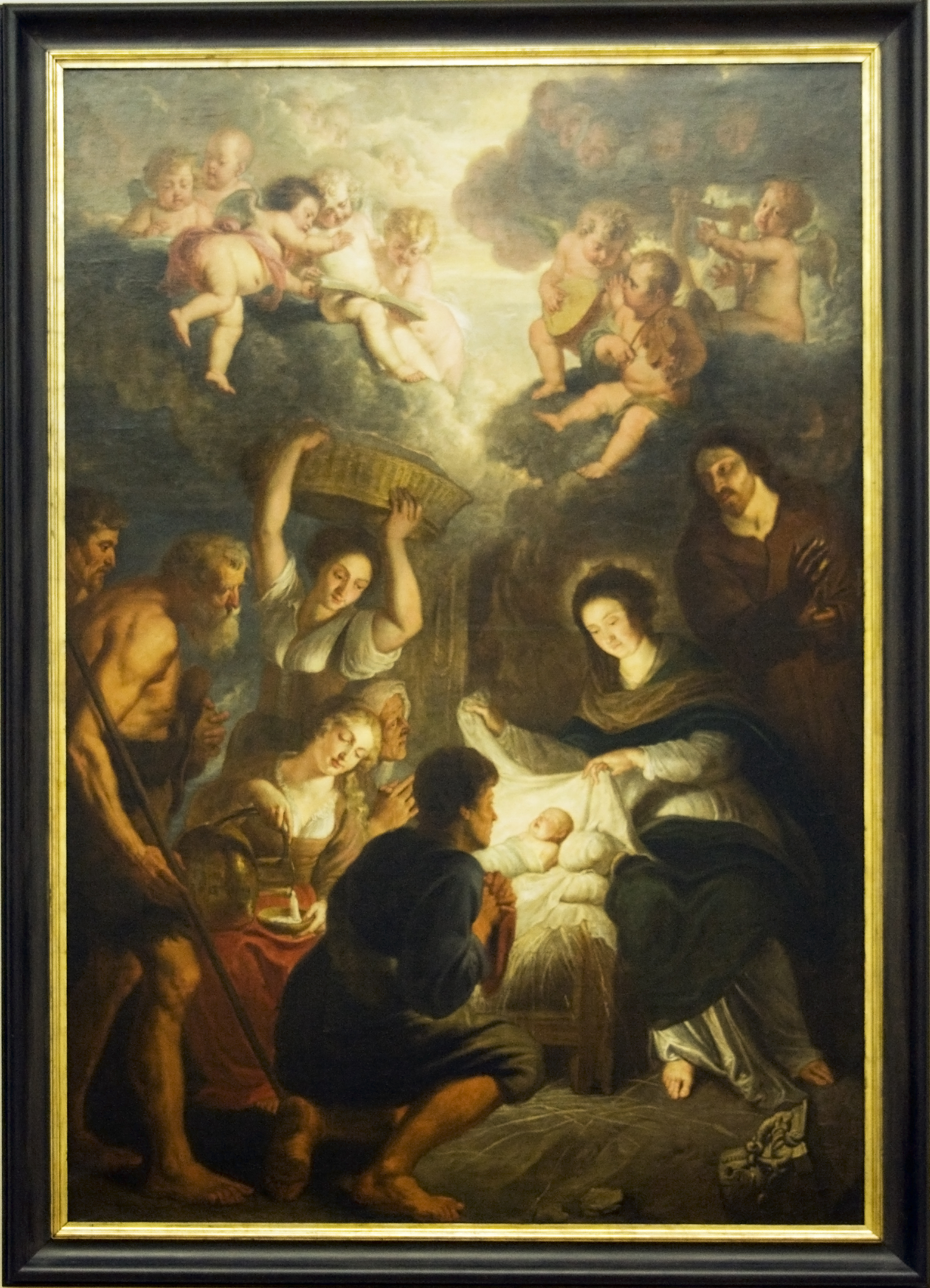
羊飼いの礼拝
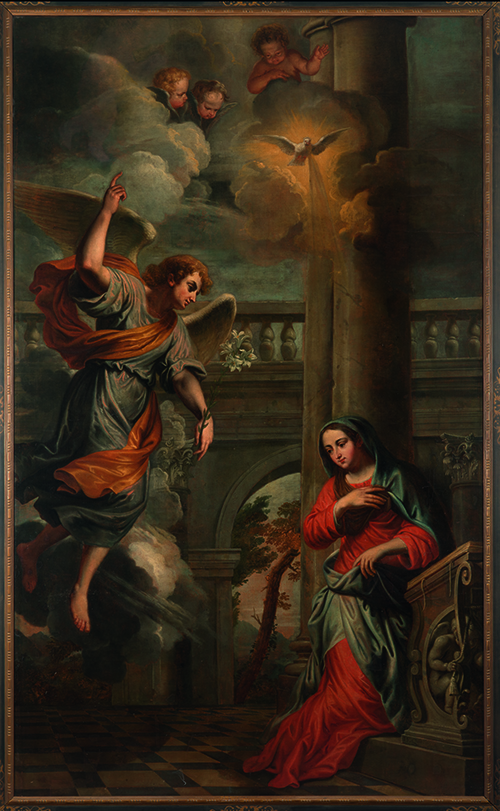
受胎告知